# Tõnu Trubetsky
Tõnu Trubetsky (còn được biết như Tony Blackplait; sinh ngày 24 tháng 4 năm 1963) là người Estonia có gốc Ba Lan và Ruthenia. Trubetsky là một ca sĩ nhạc new romantic và punk rock, cũng như là một diễn viên và đạo diễn. Tạp chí Suosikki từng nói "Tony chính là new romantic" và phần lớn tác phẩm của Tony là hoàn hảo.

## Các đĩa nhạc

### The Flowers Of Romance
- Sue Catwoman (2004, CDEP, MFM Records)
- Sue Catwoman (2004, CD, The Flowers Of Romance)

### Vennaskond
- Riga My Love/Girl In Black (1991, 7")
- Rockpiraadid (1992, MC, Theka)
- Mina Ja George (1996, MC, CD, Vennaskond/Harley Davidson)
- Insener Garini Hüperboloid (1999, MC)
- Priima (1999, 2MC, 2CD, HyperElwood)
- Warszawianka (1999, MC, CD, HyperElwood)
- Pirita Live (1999, CD, Fucking Cunt Records)
- News From Nowhere (2001, MC, CD, DayDream)
- Subway (2003, CD)

## Các bộ phim

### Đạo diễn
- Vennaskond. Millennium (1998, VHS, 90 min., Faama Film/Trubetsky Pictures)
- Vennaskond. Ma armastan Ameerikat (2001, VHS, 140 min., DayDream Productions/Trubetsky Pictures)
- Vennaskond. Sügis Ida-Euroopas (2004, 2DVD, 185 min., DayDream/Trubetsky Pictures)

### Diễn viên
- Serenade (đạo diễn: Rao Heidmets, 1987)
- The Sweet Planet (đạo diễn: Aarne Ahi, 1987)
- War (đạo diễn: Hardi Volmer & Riho Unt, 1987)
- Hysteria (đạo diễn: Pekka Karjalainen, 1992)
- Moguchi (nhạc: Vennaskond, đạo diễn: Toomas Griin & Jaak Eelmets, 2004)